# Natura 2000-område nr. 126 Stenrev sydøst for Langeland
Natura 2000-område nr. 126 Stenrev sydøst for Langeland  ligger i Storebælt ud for østkysten af Langelands sydende. Natura 2000-området er domineret af stenrev, men derudover findes fem små sandbanker langs stenrevet. Det består af et habitatområde H 110 og har et areal på 1.484 hektar.

## Områdebeskrivelse
Området ligger kystnært på vanddybder mellem 2 meter og længst fra kysten op til 30 meters dybde. det er domineret af stenrev som løber parallelt med kysten med en stentop på knap 6 meters vanddybde i den midterste del af Natura 2000-området; Derudover findes der sten i det nordøstligste hjørne på 20,5 meter dybde og i det sydvestligste hjørne på omkring 13 meters vanddybde.
Området indeholder ud over stenrev fem små sandbanker som ligger på række gennem området langs Langelands kyst, og varierer i vanddybder på mellem 13 meter og 22 meter.
Natura 2000-området består af Habitatområde nr. H 110 og
ligger uden for kommunegrænserne i Vandområdedistrikt Jylland og Fyn i vandplanopland Vandplan 1.14 Storebælt 